# 楠德龙加-纳沃萨省
楠德龙加-纳沃萨省（發音：[naˈɳɖʳoŋa naˈβosa]）是太平洋島國斐濟的14個省份之一，位於該國最大島嶼維提島西南部和中部，面積2,385平方公里，2007年人口58,387，是人口第5大省份。
18°00′S 177°40′E / 18.000°S 177.667°E